# Dê Landrace Hà Lan
Dê Landrace Hà Lan là một trong những giống dê có nguồn gốc được tìm thấy ở Hà Lan. Nó có liên quan đến các giống dê cái tên "Landrace" (dòng địa phương) có nguồn gốc từ tây bắc châu Âu. Có một đàn khoảng 1000 con dê được sử dụng trên khu vực dự trữ quốc gia để nuôi giữ cho các khu vực tự nhiên mở không có cây cối. Giống dê Landrace của Hà Lan đã chết dần vào giữa thế kỷ 20 và chỉ còn lại một số ít trên thế giới vào năm 1958. Một chương trình nhân giống được thiết kế để cứu giống và kể từ đó đã xây dựng giống trở lại năm 2000 được đăng ký trong Cuốn sổ phả hệ đàn LFNL (Hiệp hội quốc gia của các nhà lai tạo dê hoang dã Hà Lan).

## Đặc điểm
Giống dê này chủ yếu là giống vắt sữa nhưng có thể được sử dụng để sản xuất thịt hoặc lấy len. Vì có rất ít những con trong giống nó không được sử dụng thương mại. Đó là một con dê cỡ trung bình với lớp lông tóc dài có thể có một vài màu nâu khác nhau. Giống này này có chi ngắn đặc trưng và phát triển đến tối đa là 65 cm, với những con cái có trọng lượng lên đến 60lbs và con đực lên đến 80lbs. Sừng có nhiều cấu trúc sừng khác nhau mà Dutch Landrace có thể cho thấy hình dáng này. Loại sừng này hình thành nhiều hơn hoặc ít hơn một vòng tròn hoàn chỉnh, khi chúng mọc lên từ trán và phát triển theo hình tròn từ đó. Sự tăng trưởng sừng này không phải là điển hình của dê châu Âu nói chung và là điển hình của cừu. Một kiểu sừng mác (Scimitar) cũng được ghi nhận, loại sừng này là điển hình của một con dê hoang dã, các sừng phân kỳ từ nhau với một lõi không xoắn. 
Sừng xoắn Dorcas có thể được coi là điển hình của Dutch Landrace. Các sừng tăng theo chiều dọc từ trán ở một góc dốc với sự phân kỳ nhỏ trong sự tăng trưởng ban đầu sau đó xoắn và phân ra bên ngoài ở các góc bên phải cho cơ thể. Sự tăng trưởng theo chiều ngang không giảm xuống dưới mặt phẳng của trán với những lời khuyên có thể được biến một chút để thậm chí theo chiều dọc lên trên. Cốt lõi của những chiếc sừng này không hề giống với lõi của sừng gầy. Dê Alpine với sừng xoắn vừa phải, sừng phong cách này dường như có liên quan đến phong cách dorcas và tương tự trong hầu hết các khía cạnh tuy nhiên điều này cho thấy nhiều hơn một phong cách "kỳ lạ". Loại sừng này được kết hợp với dê trung tâm và Bắc Âu nói chung và nhiều hơn nữa nên các giống dê phía Bắc nói riêng. Sừng kiểu Corkscrew góc xuất hiện trong phong cách sừng này là ban đầu cao sau đó nhanh chóng xoắn ra phía sau với những lời khuyên cong ra ngoài và lên trên. Loại sừng này thường không liên quan đến giống dê châu Âu thông thường.